# Формула-1 — Гран-прі Мексики 1964
Гран-прі Ме́ксики 1964 року — заключний, десятий етап чемпіонату світу 1964 року з автоперегонів у класі Формула-1, що відбувся 25 жовтня на трасі Ерманос Родріґес. Останнє Гран-прі в кар'єрі американського гонщика, чемпіона світу 1961 року Філа Гілла.

## Огляд
Перед останньою гонкою шанси на чемпіонський титул зберігали троє: Ґрем Гілл (лідер загального заліку), Джон Сертіс та Джим Кларк. Гілл, стартувавши з 6 місця, доволі швидко перебрався на третє слідом за Кларком та Ґерні (таке розташування приносило йому титул). Та на 31-му колі в нього врізався партнер Сертіса по Феррарі Лоренцо Бандіні, що йшов слідом, і пошкодив його болід. Англієць змушений був витратити багато часу на ремонт і в результаті фінішував лише на 11-му місці з відставанням у два кола від лідерів. Невдача Гілла відкрила шлях його конкурентам (хоча Сертіс у випадку своєї перемоги ставав чемпіоном за будь-яких обставин). Кларк доволі впевнено лідирував майже всю дистанцію, і за два кола до фінішу ситуація була вигідною для нього: Сертіс, якому потрібне було друге місце, йшов четвертим, слідом за Деном Ґерні, наздогнати якого не виглядало реальним, та все тим же Бандіні. Та на передостанньому колі на боліді Кларка виникли проблеми з мотором, які одразу ж позбавили його всіх шансів: ще на цьому колі він віддав лідерство Ґерні (зрештою, на останньому колі він зійшов з дистанції й був класифікований лише 5-м). Ситуація вмить стала сприятливою для Сертіса, якому тепер достатньо було лише обігнати свого напарника... На фініші Сертіс виграв у Бандіні 0,7 секунди, і друге місце (разом з невдалим виступом Гілла) принесло йому перший у кар'єрі чемпіонський титул. А першим у Мехіко фінішував Ґерні з відривом більше хвилини від двох пілотів «Феррарі». Це була його друга перемога в сезоні і третя в кар'єрі.

## Результати

### Кваліфікація
|    | Пілот           | Команда         | Час     |
| -- | --------------- | --------------- | ------- |
| 1  | Джим Кларк      | Лотус-Клімакс   | 1:57.24 |
| 2  | Ден Ґерні       | Бребгем-Клімакс | 1:58.10 |
| 3  | Лоренцо Бандіні | Феррарі         | 1:58.60 |
| 4  | Джон Сертіс     | Феррарі         | 1:58.70 |
| 5  | Майк Спенс      | Лотус-Клімакс   | 1:59.21 |
| 6  | Ґрем Гілл       | Лотус-Клімакс   | 1:59.80 |
| 7  | Джек Бребем     | Бребгем-Клімакс | 1:59.99 |
| 8  | Йо Бонньє       | Бребгем-Клімакс | 2:00.17 |
| 9  | Педро Родріґес  | Феррарі         | 2:00.90 |
| 10 | Брюс Макларен   | Купер-Клімакс   | 2:01.12 |
| 11 | Річі Ґінтер     | БРМ             | 2:01.15 |
| 12 | Кріс Еймон      | Лотус-БРМ       | 2:01.17 |
| 13 | Йо Зіфферт      | БРМ             | 2:01.37 |
| 14 | Мойсес Солана   | Лотус-Клімакс   | 2:01.43 |
| 15 | Філ Гілл        | Купер-Клімакс   | 2:02.00 |
| 16 | Іннес Айрленд   | БРП-БРМ         | 2:02.35 |
| 17 | Майк Гейлвуд    | Лотус-БРМ       | 2:04.11 |
| 18 | Тревор Тейлор   | БРП-БРМ         | 2:04.90 |
| 19 | Геп Шарп        | Бребгем-БРМ     | 2:06.90 |

### Гонка
|      | Пілот           | Команда         | Кіл | Час                | Старт | Очок |
| ---- | --------------- | --------------- | --- | ------------------ | ----- | ---- |
| 1    | Ден Ґерні       | Бребгем-Клімакс | 65  | 2:09:50.32         | 2     | 9    |
| 2    | Джон Сертіс     | Феррарі         | 65  | +1:08.94           | 4     | 6    |
| 3    | Лоренцо Бандіні | Феррарі         | 65  | +1:09.63           | 3     | 4    |
| 4    | Майк Спенс      | Лотус-Клімакс   | 65  | +1:21.86           | 5     | 3    |
| 5    | Джим Кларк      | Лотус-Клімакс   | 64  | двигун/маслопровід | 1     | 2    |
| 6    | Педро Родріґес  | Феррарі         | 64  | +1 коло            | 9     | 1    |
| 7    | Брюс Макларен   | Купер-Клімакс   | 64  | +1 коло            | 10    |      |
| 8    | Річі Ґінтер     | БРМ             | 64  | +1 коло            | 11    |      |
| 9    | Філ Гілл        | Купер-Клімакс   | 63  | двигун             | 15    |      |
| 10   | Мойсес Солана   | Лотус-Клімакс   | 63  | +2 кола            | 14    |      |
| 11   | Ґрем Гілл       | БРМ             | 63  | +2 кола            | 6     |      |
| 12   | Іннес Айрленд   | БРП-БРМ         | 61  | +4 кола            | 16    |      |
| 13   | Геп Шарп        | Бребгем-БРМ     | 60  | +5 кіл             | 19    |      |
| Схід | Кріс Еймон      | Лотус-БРМ       | 46  | коробка передач    | 12    |      |
| Схід | Джек Бребем     | Бребгем-Клімакс | 44  | електрика          | 7     |      |
| Схід | Майк Гейлвуд    | Лотус-БРМ       | 12  | перегрівання       | 17    |      |
| Схід | Йо Зіфферт      | Бребгем-БРМ     | 11  | паливний насос     | 13    |      |
| Схід | Йо Бонньє       | Бребгем-Клімакс | 9   | підвіска           | 8     |      |
| Схід | Тревор Тейлор   | БРП-БРМ         | 6   | перегрівання       | 18    |      |